# الاتحاد الوطني للشغل بالمغرب
الاتحاد الوطني للشغل بالمغرب (UNTM) هو مركز نقابي مغربي تم إنشاؤه سنة 1973 بمبادرة من الدكتور عبد الكريم الخطيب.، مرتبط فكريا وإيديولوجيا بحزب العدالة والتنمية.